# Posázavská stezka
Posázavská stezka je turistická stezka podél dolního toku řeky Sázavy. Název je užíván zejména pro nejatraktivnější a stavebně nejnáročnější několikakilometrový úsek mezi Pikovicemi (obec Hradištko) přes území Třebsína (obec Krňany) k Žampachu (obec Kamenný Přívoz). Hlavní část stezky je červeně značena jako pěší turistická trasa č. 0001.

## Historie
Stezku navrhl Josef Kliment (1858–1938), učitel z Prahy a dlouholetý pracovník klubu turistů. První úsek byl slavnostně otevřen v červnu 1920 v místě zvaném „Na Babách“.

## Popis
Stezka je místy vytesána ve skále nebo vybudována z kamenného zdiva. Mezi rozcestím pod Třebsínem a přírodní rezervací Medník je cesta vedena po dvou kamenných schodištích, v úseku se nacházejí i tři vyhlídková místa ohrazená zábradlím: Raisova vyhlídka s výhledem proti proudu řeky, vyhlídka Vildy Jakše a Klimentova vyhlídka s výhledem na malebnou zákrutu Sázavy proti jejímu proudu. Ve skále poblíž Pikovic je umístěna pamětní deska s textem: „Posázavská stezka“ byla vybudována v délce 6,8 km nákladem Kč 230.000 Klubem čsl. turistů v Praze v letech 1919–1924.

## Galerie

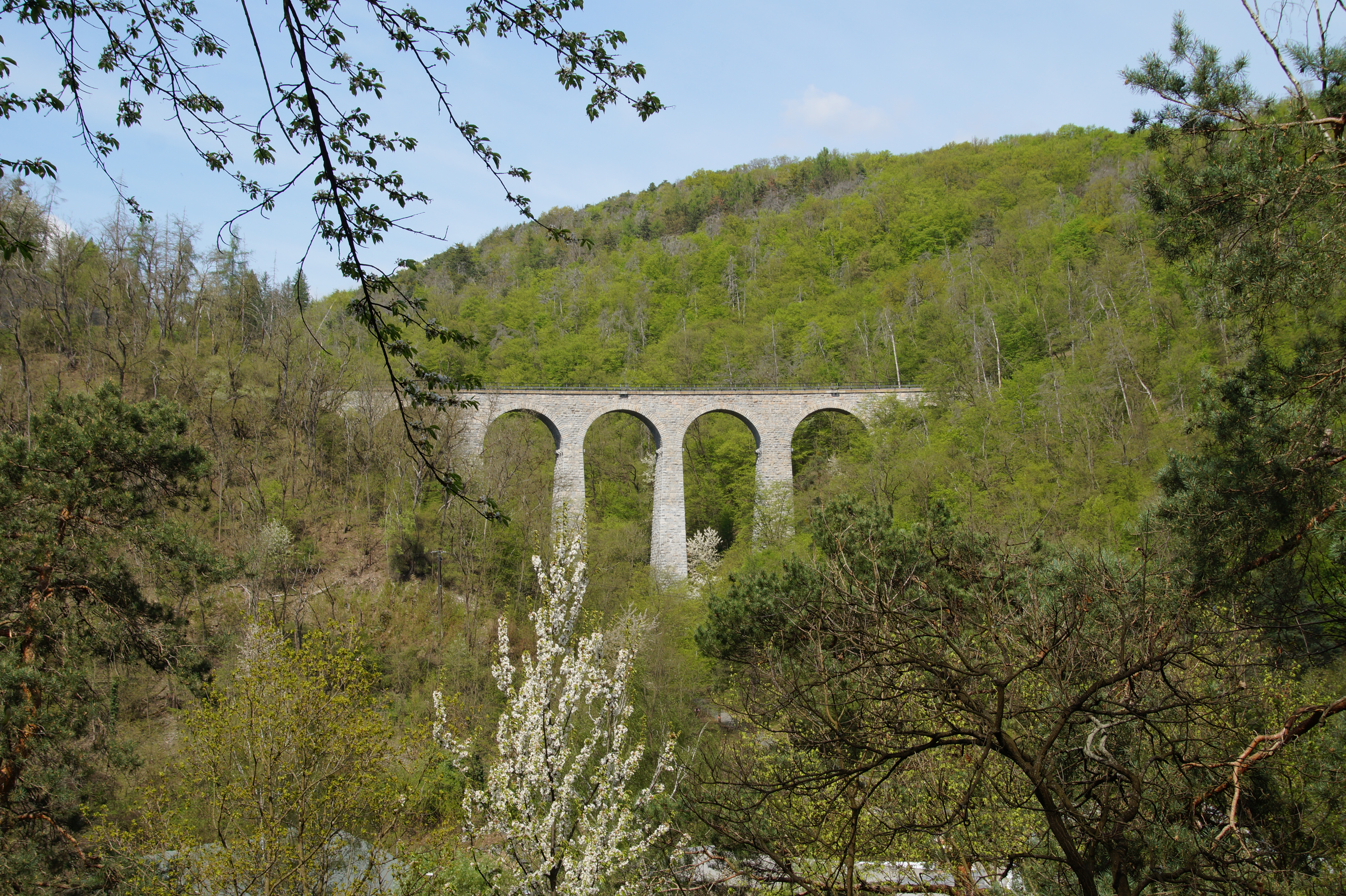
Výhled ze stezky na viadukt u Žampachu

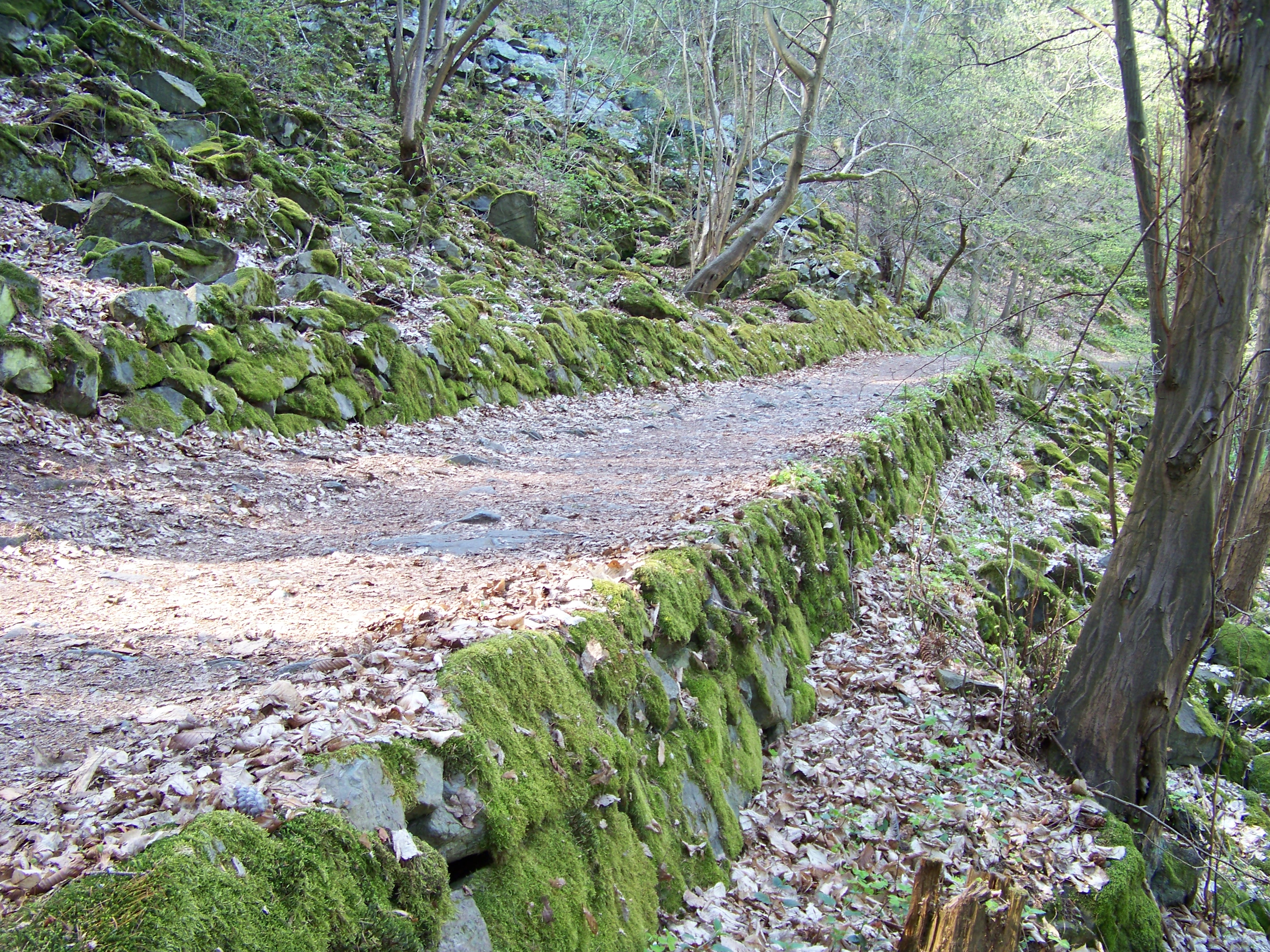
Posázavská stezka mezi Raisovou a Klimentovou vyhlídkou
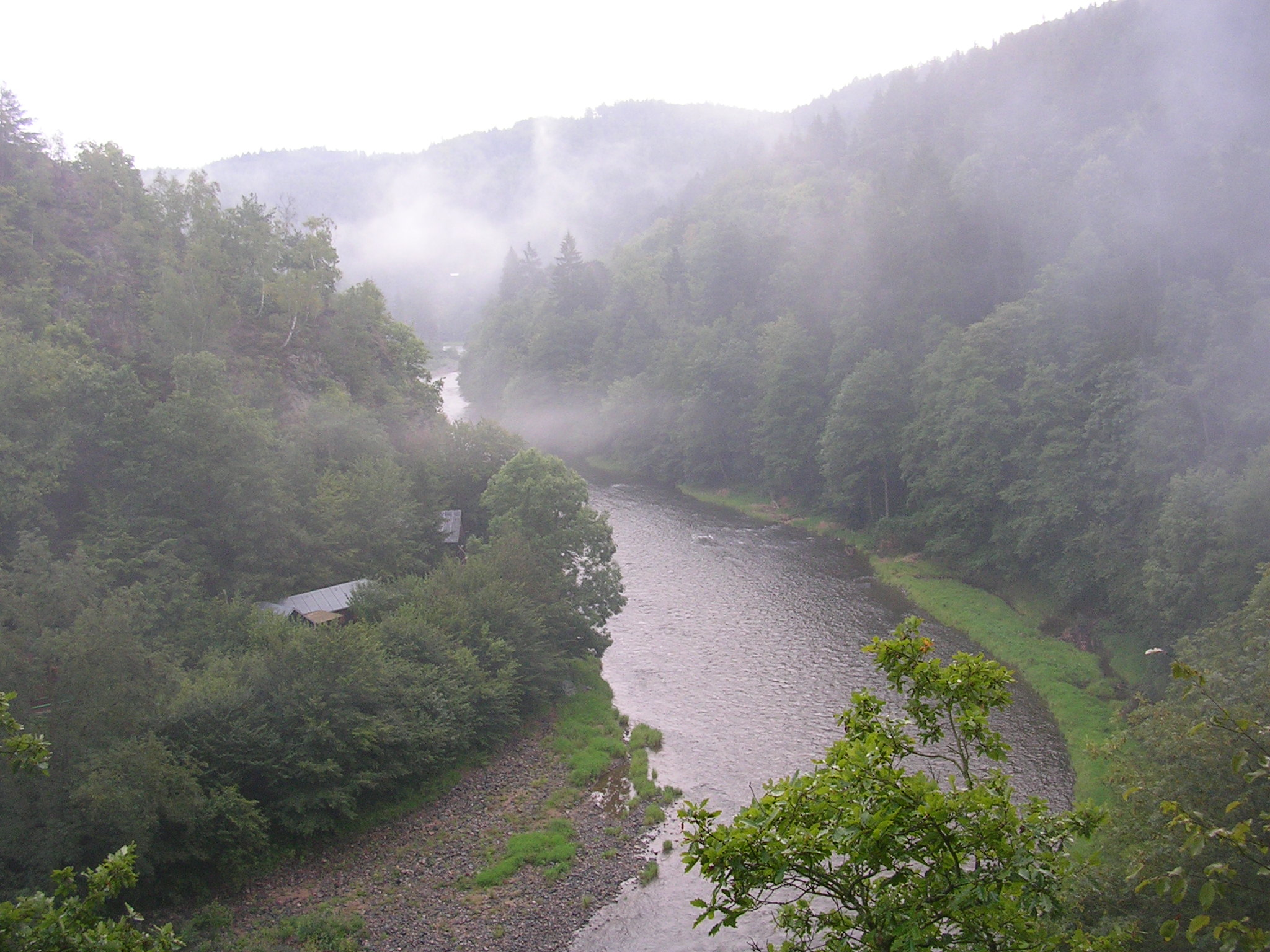
Pohled z Klimentovy vyhlídky
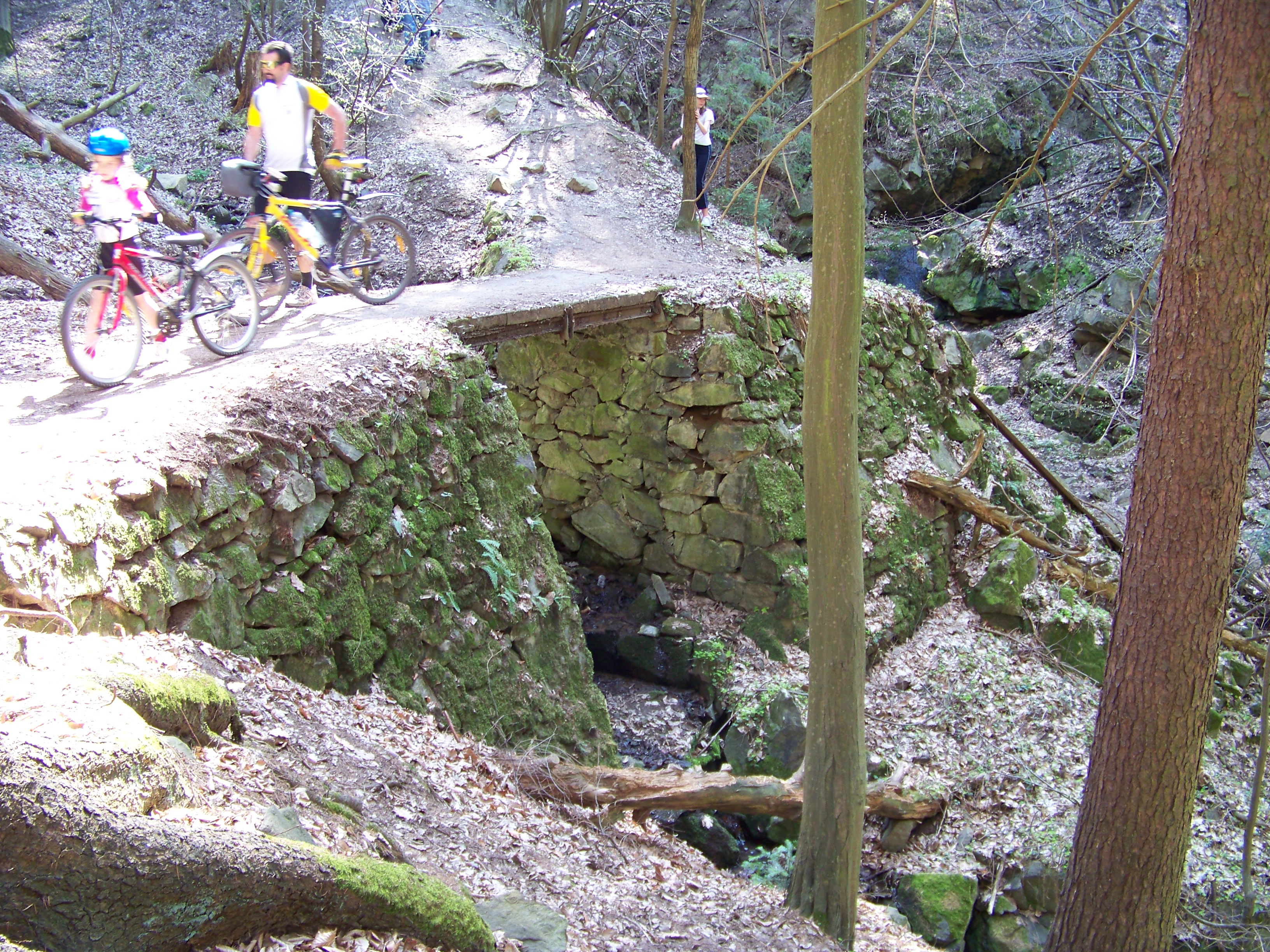
Lávka u soutoku dvou potůčků pod Třebsínem. Navazující lávka přes druhý z potoků již zanikla a stezka ji dnes obchází svahem
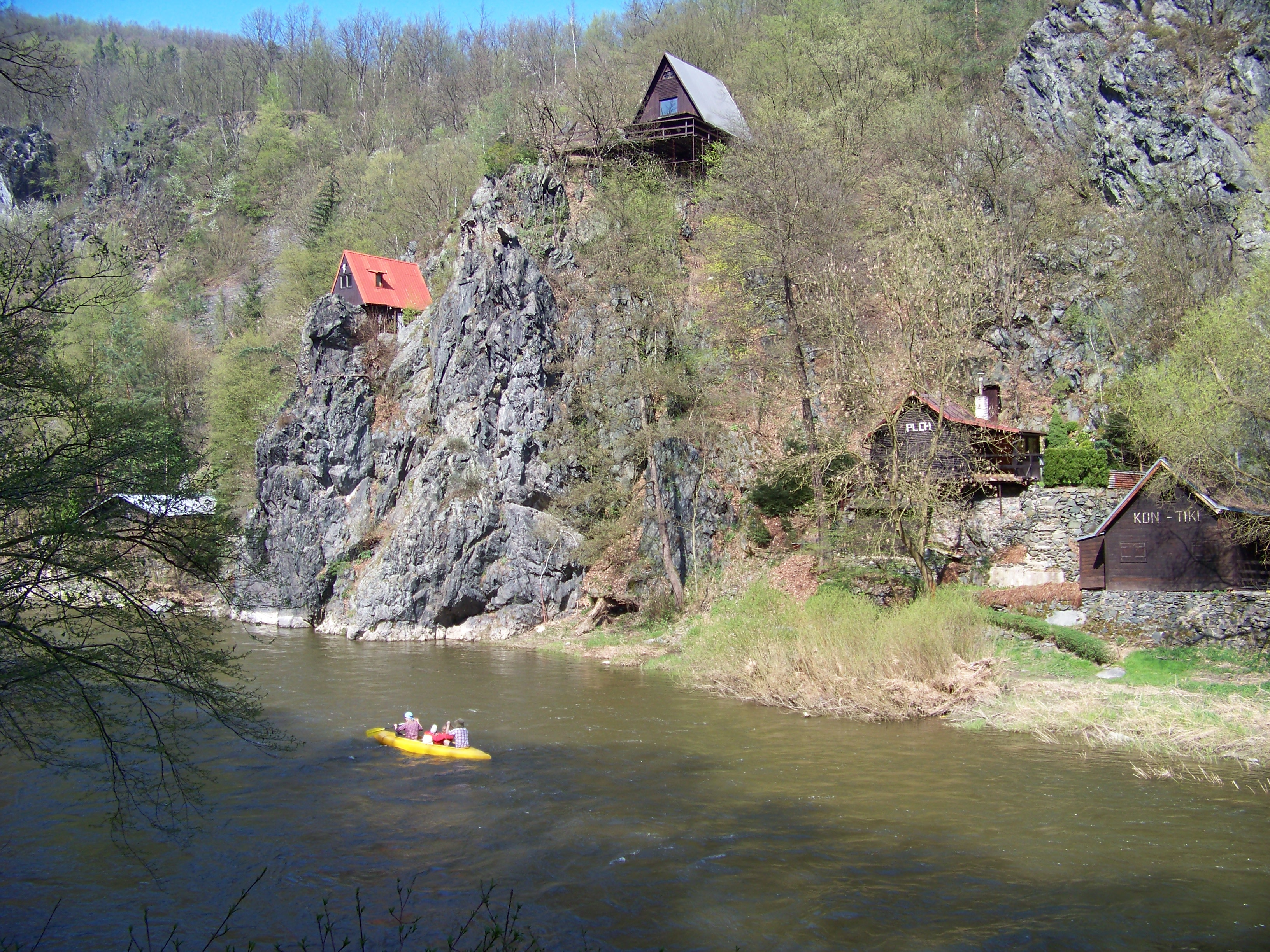
Chaty na protějším břehu Sázavy (Luka pod Medníkem)